# Gurvanszajhan járás
Gurvanszajhan járás (mongol nyelven: Гурвансайхан сум) Mongólia Közép-Góbi tartományának egyik járása. Területe 5400 km². Népessége kb. 2600 fő.
Székhelye, Szúgant (Суугант) 70 km-re fekszik Mandalgobi tartományi székhelytől.